# Andrée Camus
Andrée Camus is een Belgisch voormalig schutter.

## Levensloop
Camus behaalde goud op de Europese kampioenschappen van 1962 te Beiroet en brons op het EK van 1963 te Brno, telkens in het onderdeel 'skeet'.